# 華拓麒堂
華拓麒堂為雷丁大學及伯克郡最古老的住宿舍堂，位置靠近白騎士校園（Whiteknights campus），建築物外部建於1908年。她亦被認為是首個於英格蘭，在牛津和劍橋外，為學生建造的宿生舍堂。

## 歷史
哈裡特男爵夫人為紀念她的丈夫羅伯特・勞埃德・林賽男爵，在1906-08年間興建華拓麒堂，並且作為當時牛津大學基督堂學院擴建學院的首個住宿舍堂。建築物以方庭作為主體規劃 ，並新都鐸式設計及紅磚興建。舍堂於1970年進行擴建，在原建築物北面以紅磚興建了樓高三層的新翼低座，稱為新舍堂（New Court），而原來的建築則被稱為舊舍堂（Old Court）。

## 舍堂傳統

### 傳統晚宴（Formal Dinner）
- 新生晚宴 (Freshers Formal)
- 哈裡特男爵夫人晚宴 (Founder's Dinner)
- 耶誕晚宴 (Christmas Formal)
- 伯恩斯晚宴 (Burns' Supper)
- 霍格華茲晚宴 （Hogwarts Dinner）
  - 由於宿舍內的飯廳與哈利波特電影中的霍格華茲魔法與巫術學院極為相似，自2004年以來，宿生會效法電影中舉辦學院盃，時間通常在伯恩斯晚宴和復活節晚宴之間 - 儘管最初學院盃由史萊哲林主導，在過去的兩年裡已經被雷文克勞連下兩城，而在2011年中更被赫夫帕夫意外奪冠。
- 復活節晚宴 (Easter Formal)
- 畢業生晚宴 (Graduand's Dinner)

## 歷任舍監
- 范德偉教授（英語：Prof. Fred Davis，2010年－現在 ）
- 麥當勞博士（英語：Dr. John Macdonald，1995－2010年）
- 姬傑思博士（英語：Dr. Chris Gayford，1984－1995年）
- 艾文思教授，FRS（英語：Prof. Trevor Evans，1971－1984年）
- 施卓文先生，DSO & Bar, ED（英語：Frederick Spencer Chapman ，1966－1971年）
- 華狄安教授（英語：John S.L. Waldie，1938－1966年）

## 著名舊生
- 羅偉遜（英語：Robert Owen Biggs Wilson） - 英格蘭政治人物，保守黨前英國東雷丁選區下議院議員。
- 施伯納（英語：Bernard John Smith） - 英格蘭地貌學家和自然地理學家，被委任為貝爾法斯特女王大學地理學部熱帶地貌學傑出教授。
- 敖師通（英語：Aydin Ozturk） - 前土耳其伊士麥亞薩爾大學副校長，因其兄曾以土耳其空軍指揮官身份參與2016年土耳其政變後被捕，其本人被指逃到英國。[2]
- 蘇淦禮（英語：Kenneth J. Surin） - 美國「南方哈佛」杜克大學三一文理學院文學教授。
- 莊雅立（英語：John Yallop）- 1976年奧林匹克賽艇項目銀牌得主。
- 伍祺廣（英語：Rene Ng Kee Kwong）- 曾任毛里求斯糖業研究學院總監。